# Деніз Дарваль
Деніз Дарваль (англ. Denise Darvall; 27 лютого 1942 — 3 грудня 1967) була першим у світі донором серця. Завдяки її донорському органу 3 грудня 1967 року була проведена успішна трансплантація серця людини, виконана в госпіталі Гроот Шур (Кейптаун, ПАР), бригадою хірургів, очолюваною Крістіаном Барнардом.
2 грудня 1967 року Деніз отримала серйозні травми в результаті ДТП на головній дорозі біля обсерваторії Кейптауна. Вона з мамою вирішила купити торт для друзів. Коли вона переходила дорогу з покупкою, їх збив п'яний водій, який не бачив пішоходів. Її мати (Міртл) померла негайно. Деніз Дарваль отримала перелом черепа і серйозні травми голови. Від сильного удару дівчина відлетіла і її голова вдарилась об колесо власного автомобіля, який був припаркований на протилежній стороні дороги. Вона не могла залишитися в живих без життєзабезпечення і, по суті, мозок був мертвий. Того ж дня о 21 годині реанімаційна група припинила намагатися її оживити.

## Батько дає дозвіл на трансплантацію
Батько Деніз — Едвард Дарваль — попрохав, щоб його 14-річного сина, який був свідком аварії, відвезли з лікарні. 66-річний Едвард також отримав заспокійливе і чекав, поки лікарі працюють над його дочкою. Керт Вентер і Берті Босман були двома лікарями, які повідомили йому, що реанімаційна бригада більше нічого не може зробити для Деніз. Не було можливості повернути навіть віддалену подібність свідомості, але її серце продовжувало битися і перекачувати кров в порожню оболонку. Босман пояснив, що в лікарні є людина, якій вони можуть допомогти, і запитав Едварда, чи може він дозволити їм пересадити серце Деніз. У цей момент Вентер і Босман віддалилися, заявивши, що Едвард має стільки часу на роздуми, скільки йому потрібно, і що вони зрозуміють, якщо він відмовиться дати свій дозвіл.
Едвард пізніше сказав, що він думав тільки про свою доньку протягом чотирьох хвилин і дав свій дозвіл на трансплантацію. Батько Деніз мав мужність, щоб погодитися на пожертвування серця і нирок своєї дочки.

## Декларація смерті
У хірургів була серйозна етична проблема, тому що смерть могла бути оголошена тільки за стандартами всього тіла. Гарвардські критерії смерті мозку були розроблені до 1968 року, а також не були прийняті в Південній Африці або де-небудь ще протягом декількох років. Проблема в цьому випадку полягала в тому, що, хоча мозок Деніз був пошкоджений, її серце було здоровим. Різні повідомлення протягом багатьох років пояснювали суперечливі причини зупинки її серця. Протягом 40 років брат Барнарда Маріус тримав секрет: замість того, щоб чекати, поки її серце перестане битися, за наполяганням Маріуса, Крістіан ввів калій в серце Деніз, щоб паралізувати його і, таким чином, зробити її технічно повністю мертвою.

## Донорство
Після того, як її батько дав свою згоду, серце Деніз було передано Луї Вашканскі. Її нирки були віддані 10-річному Джонатану Ван Віку. Через епоху апартеїду пожертвування нирки Ван Віку було спірним, тому що він був темношкірим, в той час як Деніз була білою дівчиною.
Операція по трансплантації серця тривала понад п'ять годин і пройшла успішно. Вашканскі прожив 18 днів з серцем молодої жінки, але помер від пневмонії. Саме серце було вилучене після смерті і досі виставляється в тогочасній операційній.

## У кінематографі
- Heart Aka 4 Minutes — короткометражний фільм, дата виходу: 2 квітня 2017 року[6]
- Hartstog (дата виходу 3 грудня 2017 року)[7]